# Ла-Морера
Ла-Морера (ісп. La Morera) — муніципалітет в Іспанії, у складі автономної спільноти Естремадура, у провінції Бадахос. Населення — 746 осіб (2010).
Муніципалітет розташований на відстані близько 330 км на південний захід від Мадрида, 45 км на південний схід від Бадахоса.

## Демографія
Динаміка населення (INE ):